# Gobierno de El Salvador
El Gobierno de El Salvador es una república representativa democrática presidencialista. La sede del gobierno está en San Salvador.  En ciertos contextos, suele abreviarse el nombre  con el apodo GOES.

## Poder ejecutivo

### Presidencia
El Salvador elige a su jefe de Estado, el Presidente de El Salvador, directamente a través de una elección general de fecha fija cuyo ganador se decide por mayoría absoluta. Si ningún candidato consigue la mayoría absoluta en la primera ronda de una elección presidencial, 30 días después se celebra una segunda ronda entre los dos candidatos que obtuvieron más votos en la primera. El período presidencial es de cinco años, pero a partir de una controversial sentencia de 2021 de la Corte Suprema de Justicia de El Salvador, se permite la reelección por otros 5 años consecutivos.
La sede de la presidencia es Casa Presidencial.

### Gabinete
El poder ejecutivo del gobierno de El Salvador está compuesto por los siguientes ministerios.  El número de ministerios ha aumentado progresivamente, particularmente en los siglos XX y XXI: 
- Agricultura y ganadería
- Economía
- Educación
- Medio ambiente y recursos naturales
- Hacienda
- Relaciones Exteriores
- Interior
- Deporte
- Trabajo y bienestar social
- Seguridad Pública y Justicia
- Obras públicas
- Turismo
- Justicia
- Defensa

#### Fuerzas Armadas
El ministro de Defensa de El Salvador comanda las fuerzas armadas, integradas por las siguientes ramas:
- Ejército de El Salvador
- Armada de El Salvador
- Fuerza Aérea de El Salvador

### Poder legislativo

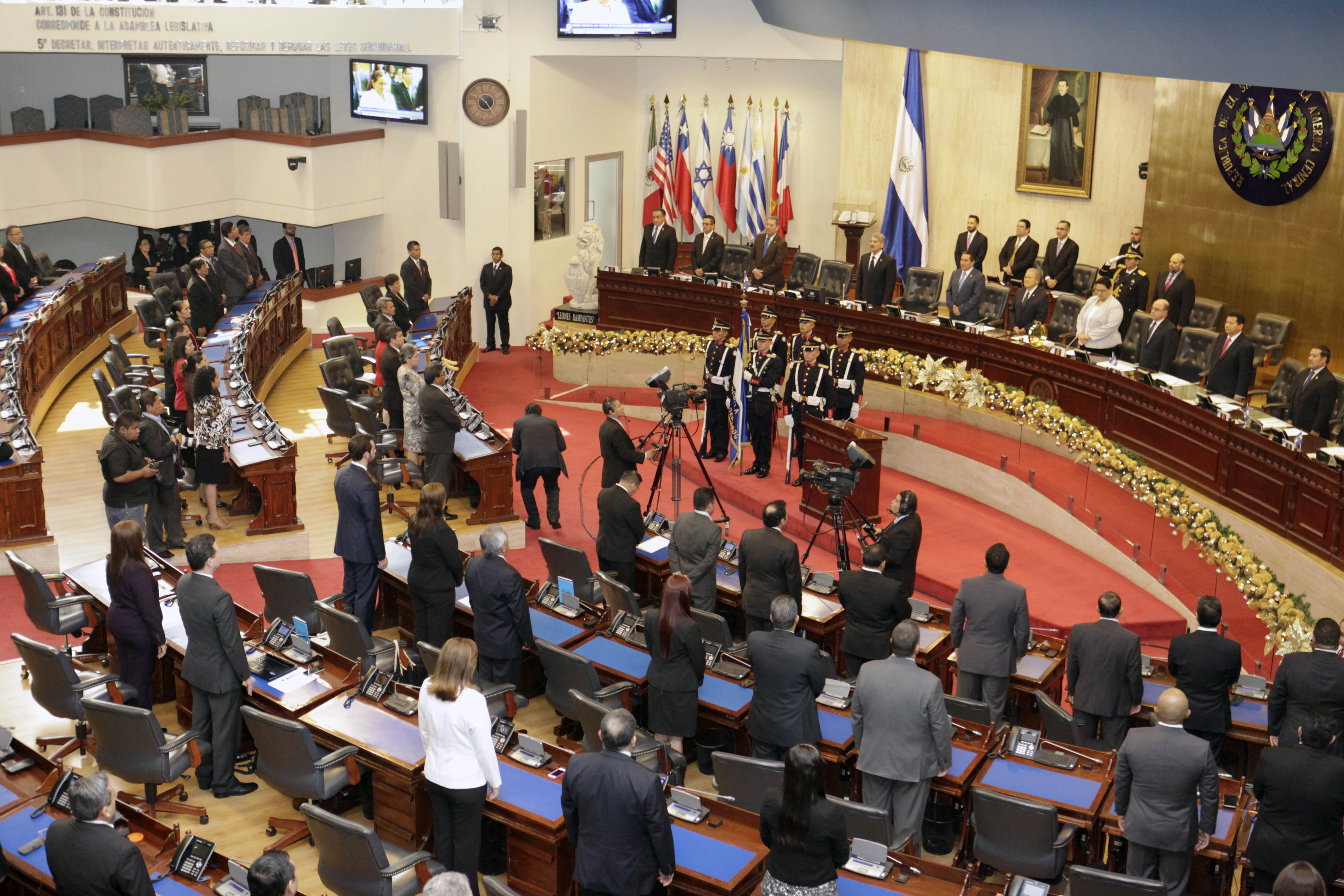
Asamblea Legislativa de El Salvador

La legislatura, denominada "Asamblea",  es unicameral. Si bien en décadas recientes constaba de 84 diputados, actualmente se trata de 60, elegidos por voto popular indirecto según el sistema de representación proporcional de listas partidarias cerradas.  Cumplen mandatos de tres años y pueden ser reelectos inmediatamente.  Cuando eran 64, se trataba de 14 circunscripciones plurinominales, correspondientes a los 14 departamentos del país, que tenían entre 3 y 16 diputados cada una. Los 20 diputados restantes se seleccionan sobre la base de una única circunscripción nacional.
La Asamblea tiene su sede en el Palacio Legislativo.

### Poder Judicial del gobierno de El Salvador
Se trata del sistema de juzgados del país.  Su órgano superior es la Corte Suprema de El Salvador, cuya sede es el Palacio Corte Suprema de Justicia, inaugurado en 1976, abandonado en 1986 a causa de un terremoto, y reinaugurado en 1999.

## Véase así mismo
- Constitución de El Salvador
- Política en El Salvador
- Elecciones en El Salvador